# Васил Велков
Васил Велков Димитров е български художник от Видин.

## Биография
Роден е на 11 декември 1965 година във Видин, България, но по произход е от кулското село Чичил. В 1984 година завършва Художествената гимназия за сценични кадри в Пловдив и след отбиване на редовната си военна служба работи в Стопанския химически комбинат – Видин. В 1988 година започва да учи сценография във Висшия институт за изобразително изкуство „Николай Павлович“ в класа на професор Кольо Николов и завършва в 1993 година. Започва работа като сценограф на Видинския драматичен театър „Владимир Трандафилов“, но остава там една година, след което от 1994 година преподава в СУ „Св. св. Кирил и Методий“ във Видин и е сценограф на самодейния театрален състав при читалището в село Раковица.
Велев участва в десетки общи художествени изложби във Видинската художествена галерия „Никола Петров“, както и в окръжните галерии в страната. Участва и в тематични изложби по графика, акварел, театрален плакат и други. Също така има десетки самостоятелни изложби във Видин и в частни галерии в София и Пловдив. Участва и в изложби в Сърбия и Северна Македония.
В 1997 година става художник на годината, като наградата му е връчена от кмета на Видин.
Негови картини са собственост на много окръжни и градски галерии, както и частни колекции в България. Художествената галерия „Никола Петров“ – Видин притежава маслените му платна „Фигура“ и „Синията“. Негови картини са собственост на галерии в Мексико, Италия, Испания, Америка, Австралия, Германия.